# Clara Bizou
Nelly Camille Boissonnet dite Clara Bizou, née le 23 mars 1893 dans le 15e arrondissement de Paris et morte le 9 avril 1979 à Hyères, est une chanteuse de cabaret, actrice et directrice de théâtre française.

## Biographie
Fille de coiffeurs du quartier de Grenelle, Nelly Boissonnet débute sous le nom de Mlle Bizoulette comme fantaisiste dans les revues des cafés-concerts, à la Gaité-Rochechouart, au 15, boulevard de Rochechouart, au Moulin de la Chanson et au Moulin Rouge. Elle chante l'opérette.
Elle passe au théâtre et joue cette fois sous le nom de Clara Bizou au théâtre Dejazet, puis au Grand-Guignol qu'elle dirige avec Jean Bary, puis seule, avant d'être écartée en 1939. Elle prend alors la direction du Moulin Bleu, rue de Douai, qu'elle renomme le Rideau de Montmartre, et où elle entraine une grande partie de la troupe du Grand-Guignol dont Paula Maxa,. Elle reprend la formule du Grand Guignol, deux drames, deux comédies dans la même soirée et joue dans les comédies, puis revient au genre du Moulin Bleu avec des jeunes femmes peu vêtues,.  
En octobre 1937, elle dit que Weidmann et Million, deux assassins recherchés par la police, ont tenté de l'enlever, place Pigalle,. Roger Million, absent de Paris ce jour-là, est mis hors de cause.
Elle se marie le 19 mai 1942 avec un ingénieur, mais selon Paris-soir, continue à vivre avec son amant argentin, Liberto Grandi.

## Revues
- 1924 : La Revue très Olympique de Valentin Tarault à la Gaité-Rochechouart[14],[15].
- 1924 : Paris-Cocktail, revue de Pejy-Mar au Moulin de la Chanson[16],[17].
- 1924 : New York Montmartre, revue de Jacques Charles au Moulin Rouge[18],[19].
- 1927 : Ketty, boxeur, à l'Alhambra[20].
- 1928 : V'là Paname, revue d'Henri Moreau et Briquet à l'Elysée Palace de Vichy[21].
- 1930 : A l'Aventure, revue de Raymond Genty et Gabriello au Coucou[22].
- 1930 : Coucou Paris !, revue de René Dorin et Léon Berton au Coucou[23].
- 1930 : Flûte...Flotte de Jean Marsac et Raymond Souplex au Coucou[24],[25].
- 1930 : La Grand Mar..ade, revue de Gabriello et Pic, musique de Gaston Claret au Coucou[26].
- 1931 : La Revue de Marsac, revue de Jean Marsac avec Jane Sourza[27].
- 1931 : Entends-tu le coucou, revue de René Dorin et Jean Marsac au Coucou[28],[29].
- 1934 : N'en parlons plus, revue de Géo Charley et Raymond Souplex au Coucou[30].

## Opérettes
- 1925 : On n'peut pas lui résister !, opérette de Marcel Barencey et Strit, musique d'Edouard Jouve, au théâtre Comœdia, rôle de Zouzou[31],[32],[33].
- 1931 : Les Garçons sont pour les filles, opérette de Serge Varenne, musique de Willy Leardy.au théâtre de la Caricature, rôle de la nièce du directeur[34].

## Théâtre
au Théâtre Déjazet

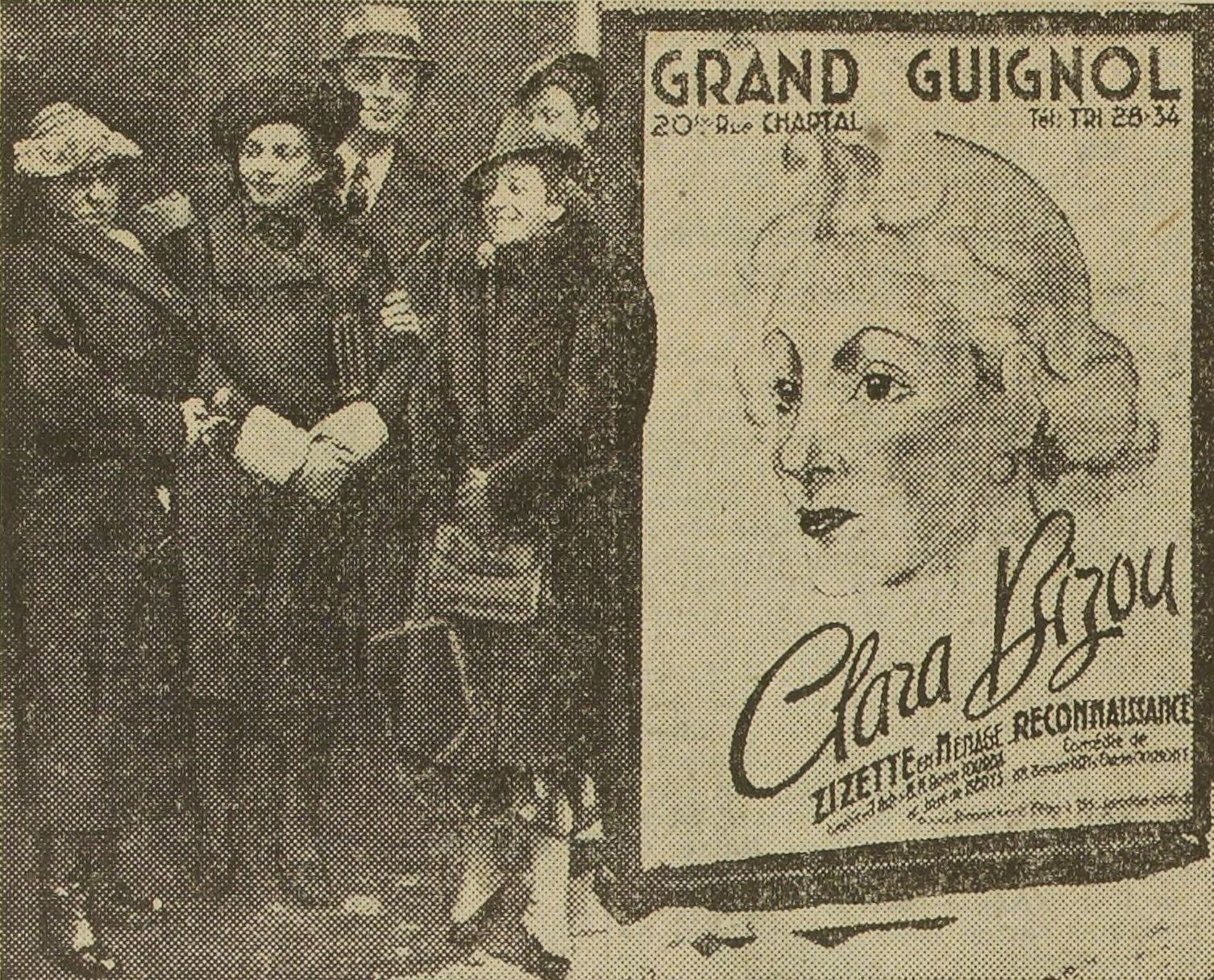
Clara Bizou et les artistes du Grand-Guignol, décembre 1938.

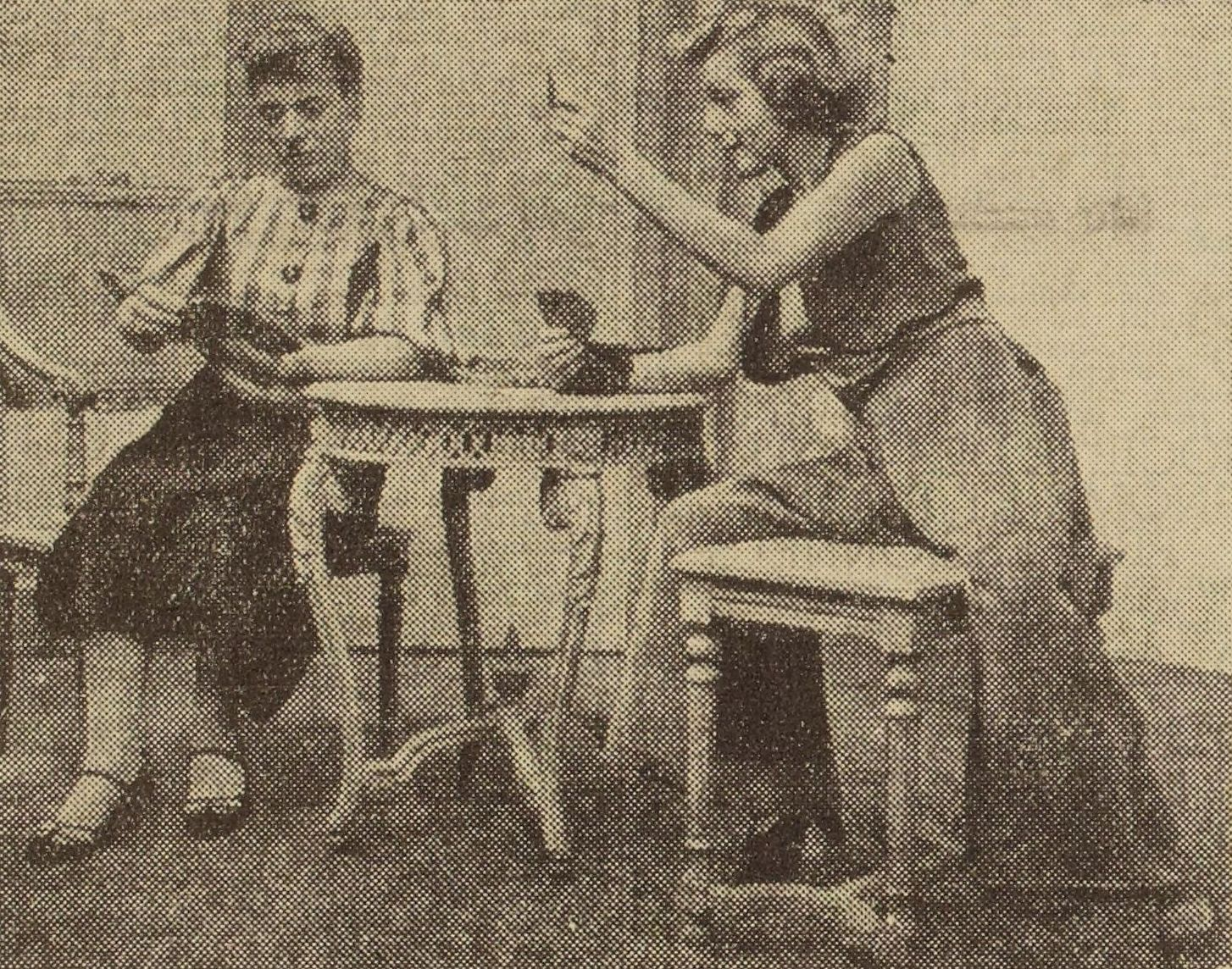
Yette Nolac et Clara Bizou, dans La Madone du milieu, 1939.

- 1934 : Cinq millions dans un lit de Jean Guitton[37].
- 1935 : J'vous ai à l'œil, vaudeville d'Alfred Vercourt et Jean Bever, rôle d'Engadine[38],[39],[40].
- 1935 : Jules couche-toi de Jean Rioux et Pierre Darteuil[41].

au Grand-Guignol
- 1936 : La Dame qui a perdu son As, comédie de Léo Marchès et Jean Portail[42]
- 1936 : Une affaire d'intérieur de Jean Guitton[43].
- 1936 : Tu va un peu fort !... de Louis Verneuil[44],[45].
- 1937 : Une femme charmante, comédie d'André Mycho[46],[47],[48].
- 1937 : Zou a des idées, comédie de Serge Varennes[48]
- 1937 : Une heure avant…, de Georges Dolley[49],[50]
- 1937 : L'Atroce désir de René Rousseau[49].
- 1937 : Une belle grue, comédie de Jean Guitton[51].
- 1937 : Le Sang de la Bête de Marc Hély[49].
- 1937 : Sa veuve de Jean Guitton, 10 novembre[52],[53],[54].
- 1938 : Lilette Davryl d'Albert-Jean[55],[56],[57],[58].
- 1938 : La Cure merveilleuse, farce de J. Carricart[55],[56].
- 1938 : Le Tendron d'Achille de Eugène et Edmond Joullot, 29 juin[59],[60].
- 1938 : Zizette en ménage, de José de Bérys and Daniel Jourda, 29 juin[59],[60],[61].

au Rideau de Montmartre
- 1939 : Reconnaissance de Bernard Roy et Charles Oulmont[3],[62],[63].
- 1939 : La Madone du milieu de Georges Delamare[3],[62],[63],[64].
- 1939 : Amours de nus, de Charlys, musique de Georges Matis[8],[7].

## Spectacles
- 1934 : à la  Gaîté-Studio d'Art Comique[65],[66].

## Cinéma
- 1931 : Trois cœurs qui s'enflamment, court-métrage de Charles de Rochefort[67].